# St. John (Kansas)
St. John – miasto w Stanach Zjednoczonych, w stanie Kansas, siedziba administracyjna hrabstwa Stafford.